# Alpioniscus giurensis
Alpioniscus giurensis är en kräftdjursart som beskrevs av Helmut Schmalfuss 1981. Alpioniscus giurensis ingår i släktet Alpioniscus och familjen Trichoniscidae. Inga underarter finns listade i Catalogue of Life.